# New River (Virginie)
Pour les articles homonymes, voir New River.
New River est une census-designated place située dans le comté de Pulaski, dans l’État de Virginie, aux États-Unis. Lors du recensement de 2020, elle comptait 237 habitants.